# Bonamy Dobrée
Bonamy Dobrée (1794 - 25 novembre 1863, Londres), est un banquier britannique.

## Biographie
D'une famille de Guernesey, Bonamy Dobrée est un cousin de Thomas Dobrée (1781-1828).
Banquier à la City de Londres, Bonamy Dobrée est vice-gouverneur de 1857 à 1859 puis gouverneur de la Banque d'Angleterre de 1859 à 1861, succédant à Sheffield Neave (en).

## Sources
- Dobrée, Bonamy, in Oxford Dictionary of National Biography